# نورث وینگفیلد
نورث وینگفیلد (به انگلیسی: North Wingfield) یک روستا و محله مدنی در بریتانیا است که در North East Derbyshire واقع شده‌است. نورث وینگفیلد ۶٬۵۰۵ نفر جمعیت دارد.